# 科津卡
科津卡（俄语：Кози́нка），是俄罗斯別爾哥羅德州格赖沃龙区的一个农村地区，也是同名的科津卡农村居民点的行政中心。
2010年时人口为1,097，有街道26条。

## 歷史
乌俄战争中，自由俄罗斯军团和俄罗斯志愿军团于2023年5月22日占领该地，这也是战争中首个被占领的俄国居民点。乌克兰方面消息称目前在该地区行动的武裝“均为俄罗斯公民”。随后一些亲乌民兵展示了别尔哥罗德人民共和国的国旗，宣布“独立建国”。5月24日俄羅斯宣称已奪回別爾哥羅德州所有城市。
2024年3月17日，2024年3月别尔哥罗德-库尔斯克入侵期間，西伯利亞營發佈照片，聲稱其與俄羅斯志願軍團成員成功在該村升起旗幟。

## 地理
科津卡位于格赖沃龙 （该地区的行政中心）沿公路西南 12 公里处。Glotovo农村地区与其毗邻。 